# 齿轮钟螺
齿轮钟螺（学名：Trochus sacellum），是原始腹足目钟螺科钟螺属的一种。主要分布于越南、印度尼西亚、韩国、台湾，常栖息在潮间带的礁岩到浅海。